# Storsund, Gotland
Storsund är en sjö i Gotlands kommun i Gotland och ingår i Gothemån-Snoderåns kustområde. Sjön har en area på 0,37 kvadratkilometer och ligger 3 meter över havet. Storsund ingår i Storsunds naturreservat
Storsund är en havsvik, som i historisk tid avsnörts från havet, och till stor del växt igen med ag och vass.

## Delavrinningsområde
Storsund ingår i det delavrinningsområde (638607-167791) som SMHI kallar för Mynnar i havet. Medelhöjden är 5 meter över havet och ytan är 3,57 kvadratkilometer. Det finns ett delavrinningsområde uppströms, och räknas det in blir den ackumulerade arean 33,76 kvadratkilometer. Delavrinningsområdets utflöde mynnar i havet. Delavrinningsområdet består mestadels av skog (87 %). Avrinningsområdet har 0,37 kvadratkilometer vattenytor vilket ger avrinningsområdet en sjöprocent på 10,4 %.